# Řády, vyznamenání a medaile Albánie

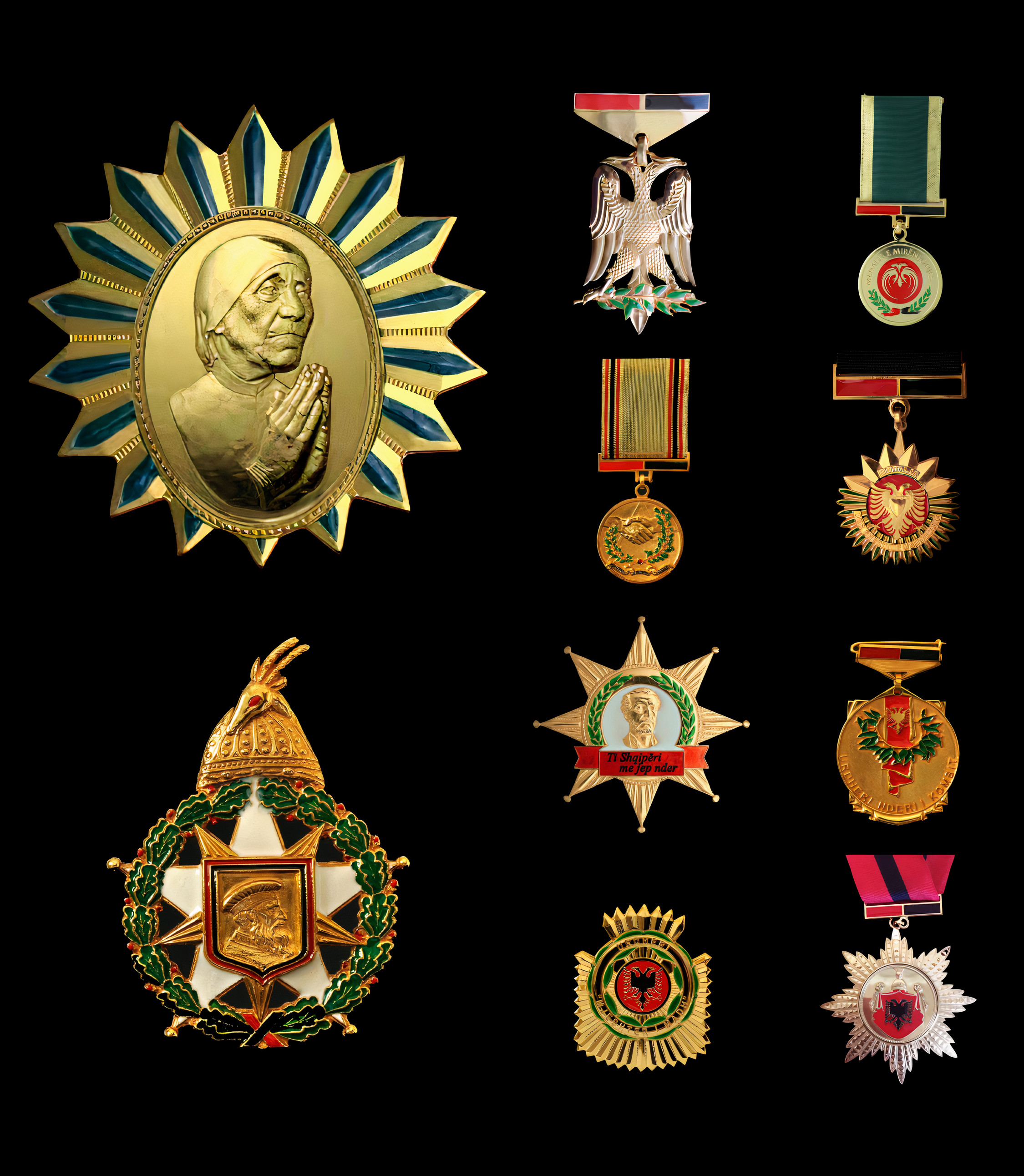
Prezidentská vyznamenání, čestné tituly medaile Albánie: Vyznamenání Matky Terezy, Vyznamenání Gjergje Kastriotiho Skënderbeua, Zlaté vyznamenání orla, Medaile vděčnosti, Titul "Zvláštní civilní služby", Medaile za "Vojenské služby", Titul Naim Frashëri, Vyznamenání "Čest národa", Titul "Velmistr", Vyznamenání národní vlajky

Řády, vyznamenání a medaile Albánie jsou státní vyznamenání regulovaná a udělovaná Albánskou republikou.

## Historie
Za první albánské vyznamenání je považován Řád černé orlice, který byl udílen Albánským knížectvím od roku 1914. V roce 1925 Ahmet Zogu jako prezident Albánie založil Řád Skanderbega. V roce 1926 byl založen Řád věrnosti, známý také jako Řád Besy.
Během existence komunistického režimu v Albánii bylo přijato několik zákonů týkajících se státních vyznamenání. V roce 1960 byl Předsednictvem lidového shromáždění schválen zákon O vytváření čestných titulů v uměleckém sektoru (albánsky Mbi krijimin e titujve të nderit në sektorin e arteve). V roce 1980 byl tento zákon novelizován přijetím nového zákona O čestných titulech a vyznamenáních Albánské socialistické lidové republiky (albánsky Për titujt e nderit dhe dekoratat e Republikës Popullore Socialiste të Shqipërisë).
V roce 1996 schválil albánský parlament zákon O vyznamenáních v Albánské republice (albánsky Për dekoratat në Republikën e Shqipërisë). V roce 2001 byl tento zákon doplněn.

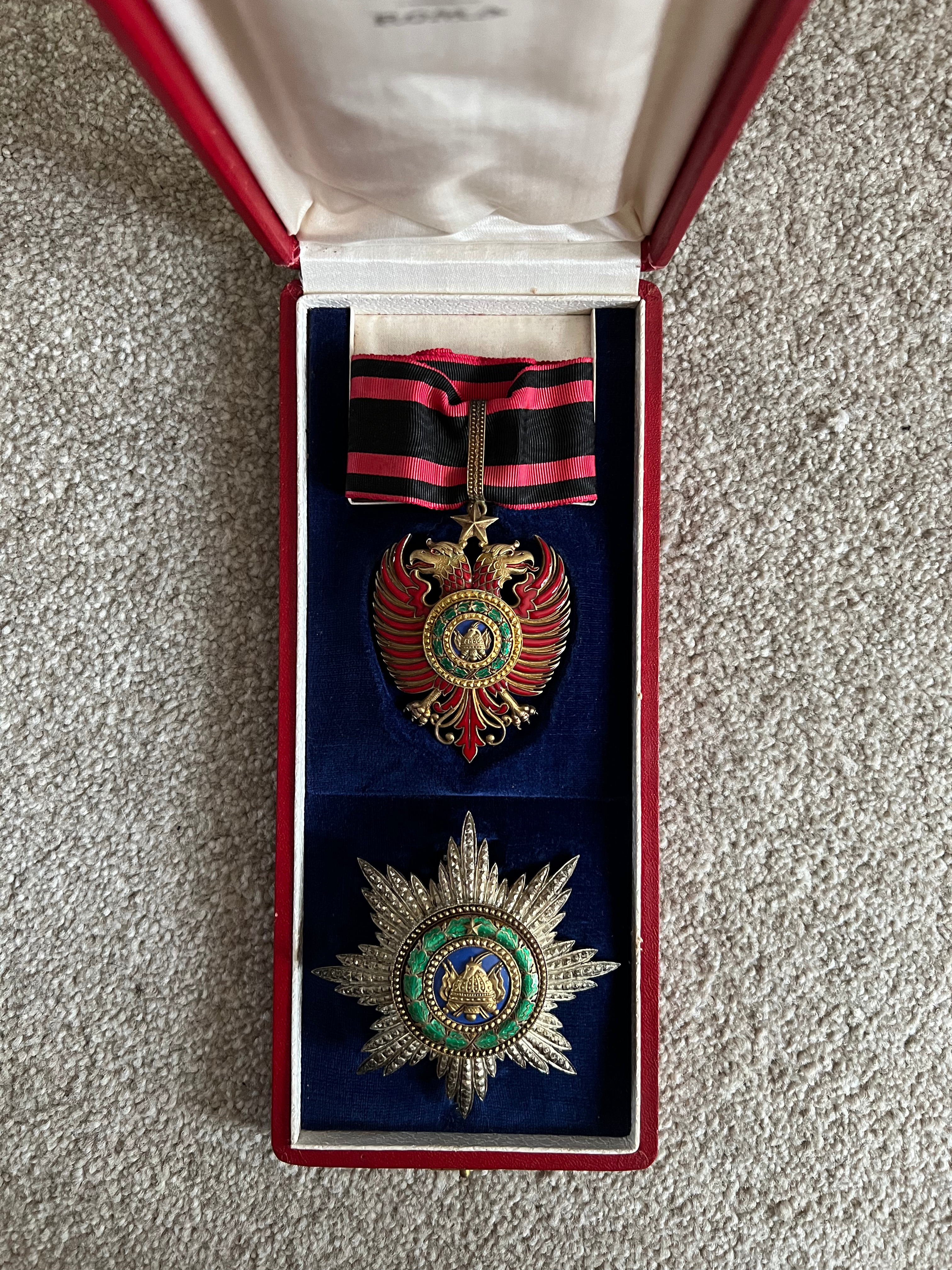
Řád Skanderbega

### 1914–1939
- Řád Černé orlice
- Medaile Černé orlice
- Medaile nastoupení na trůn prince Wilhelma Wieda[4]
- Řád Skanderbega
- Čestný řetěz Albánie byl založen dne 12. prosince 1925.[5]
- Pamětní medaile Triumf legality[6]
- Řád věrnosti byl založen dne 22. prosince 1926.[7]
- Vojenský řád a medaile za statečnost

### Albánská socialistická lidová republika

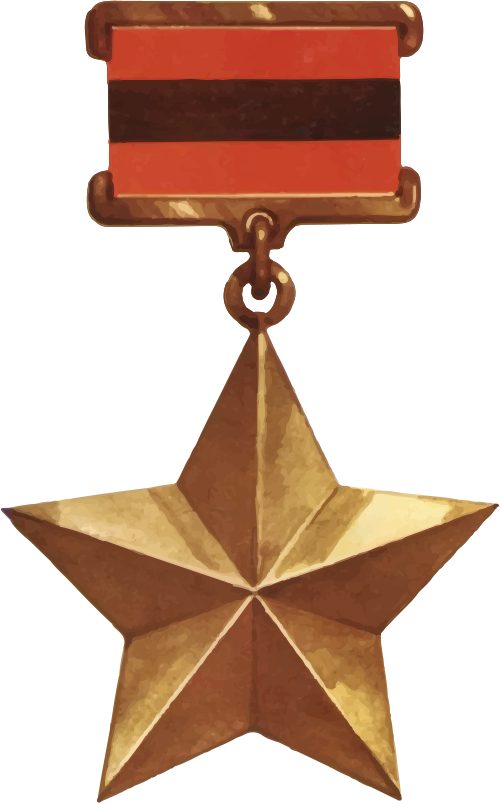
Hrdina lidu

Albánské řády a medaile z období existence Albánské socialistické lidové republiky jsou mezi sběrateli málo rozšířené. Zatímco vyznamenání mnoha dalších komunistických států zaplavily trh již v polovině 90. let 20. století (zejména vyznamenání Sovětského svazu, Bulharska a východního Německa), albánské medaile zůstávají pro sběratele často nedostupné. Výroba albánských vyznamenání prošla několika fázemi v souladu s měnícími se albánskými spojenectvími během režimu Envera Hodži.
První vyznamenání zavedená novou komunistickou vládou byla vytvořena 9. července 1945. Jednalo se o vyznamenání Hrdina lidu, Řád praporu, Pamětní medaile, Řád partyzánské hvězdy, Řád za chrabrost a Medaile za chrabrost. Tato vyznamenání byla zřízena za zásluhy v protifašistických a partyzánských taženích za druhé světové války proti Italům i Němcům a byla vysoce prestižní. Již 13. října 1945 byly přidány další tři řády (Řád svobody, Řád Skanderbega a Řád práce) a dvě medaile (Medaile práce a Medaile osvobození).
Do roku 1964 bylo zřízeno několik dalších vyznamenání, a to především čestné tituly Hrdina socialistické práce a Matka hrdinka, stejně jako řada čestných titulů za umění a vědu. Dne 18. ledna 1965 byl celý systém vyznamenání kompletně revidován. Kromě založení mnoha nových řádů a medailí byla upravena i některá již existující. Řád rudé hvězdy, založený roku 1952, byl z jedné třídy rozšířen na tři třídy. Řád za vojenskou službu, založený roku 1949, byl přeměněn z náprsní hvězdy na odznak na stužce a také rozšířen z jedné třídy na tři. Řád za vlastenecké úspěchy byl přidán ve třech třídách k již existující medaili. Řád za obranu státní hranice byl přidán k již existující medaili. Řád za udržování veřejné bezpečnosti byl přidán k již existující medaili. Řád za občanskou statečnost byl přidán k již existující medaili, která byla přejmenována na Medaili Za statečnosti.
Struktura cen z roku 1965 zůstala do značné míry nedotčená, pouze s několika drobnými dodatky a úpravami, až do pádu komunistického režimu. Zákon č. 6133 ze dne 2. února 1980 kodifikoval mnoho předpisů a změn, které byly uzákoněny od restrukturalizace v roce 1965. Zákon z roku 1980 pokračoval v platnosti, dokud jej prezident Sali Beriša nakonec nezrušil podpisem zákona č. 8113, který zcela zrušil systém vyznamenání z doby existence Albánské socialistické lidové republiky.
- Hrdina socialistické práce (Hero i Punës Socialiste)
- Hrdina lidu (Hero i Popullit)
- Řád Za vlasteneckou činnost (Urdhëri Për Veprimtari Patriotike)
- Řád svobody (Urdhri i Lirisë) byl udílen ve třech třídách.
- Řád za vlastenecké úspěchy (Urdhëri Për Veprimtari Patriotike)
- Řád praporu (Urdhri i Flamurit)
- Pamětní medaile (Medalja e Kujtimit)
- Matka hrdinka (Nëne Heroinë)
- Řád Skanderbega (Urdhri i Skënderbeut) byl udílen ve třech třídách.
- Řád za obranu socialistické vlasti (Urdhëri Për mbrojtjen e Atdheut Socialist) byl udílen ve třech třídách.
- Řád partyzánské hvězdy (Urdhëri “Ylli Partizan”) byl udílen ve třech třídách.
- Řád rudého praporu práce (Urdhëri Flamuri Kug i Punës) byl udílen ve třech třídách.
- Řád Za zemědělské zásluhy (Për punë të squar në ekonomi bujqësore) byl udílen ve třech třídách.
- Řád Mateřské slávy (Urdhëri “Lavdi Nënës”) byl udílen ve třech třídách.
- Lidový učitel (Mësues i Popullit)
- Zasloužilý učitel (Mësues i merituar)
- Lidový umělec (Artist i Popullit)
- Zasloužilý umělec (Artist i merituar)
- Řád Za důlní a geologické zásluhy (Urdhëri Për punë të shuquar në minera dhe në djeologji)
- Řád za chrabrost (Urdhёri i Trimёrisё)
- Medaile za chrabrost (Medalja e Trimërisë)
- Medaile práce (Medalja e Punës)
- Řád práce (Urdhri i Punës) byl udílen ve třech třídách.
- Řád Za mimořádné zásluhy o obranu (Urdhëri Për shërbime të Shuqära në fushën e mbrojtjes) byl udílen ve třech třídách.
- Medaile rudé hvězdy (Medalja Ylli i Kuq)
- Řád za vynikající zásluhy o stát a společnost (Urdhëri Për shërbime të squar shtetërore dhe shqërore) byl udílen ve třech třídách.
- Medaile Naim Frashëri (Medalja Naim Frashëri)
- Medaile za vojenskou službu (Medalja e Shërbimit ushtarak)
- Řád Naim Frashëri (Urdhri Naim Frashëri) byl udílen ve třech třídách.
- Řád za vojenskou službu (Urdhri i Shërbimit ushtarak) byl udílen ve třech třídách.
- Řád rudé hvězdy (Urdheri Ylli i Kuq) byl udílen ve třech třídách.
- Řád Za statečné činy (Urdhëri Për vepra trimërie)
- Řád za obranu státní hranice (Urdhëri Per mbrojten e kufirt shtetërore)
- Řád za udržování společenského řádu (Urdhëri Për Ruajtjen e Rendit Shoqëror)
- Medaile Za statečné činy (Medalja Për vepra trimërie)
- Medaile za udržování společenského řádu (Medalja Për ruajtjen e rendit shoqëror)
- Řád Za občanskou statečnost (Urdhëri Per Trimëri Civile)
- Medaile Za občanskou statečnost (Medalja për trimëri civile)
- Medaile Za zásluhy o vlast (Medalja për shërbim të mirë popullit)
- Řád Za zásluhy o vlast (Urdhri për shërnim të mirë popullit)
- Zasloužilý mistr svého oboru (Titullit Mjeshtër i shquar në profession)
- Medaile Za výsluhu let v ozbrojených silách (Medalja “Për shërbim shumëvjeçar në forcat e armatosura”)

## Čestné tituly a prezidentská vyznamenání (od roku 1996)

### Vyznamenání
- Vyznamenání Čest národa (Dekorata "Nderi i Kombit")
- Vyznamenání národní vlajky (Dekorata e Flamurit Kombëtar)
- Vyznamenání Gjergje Katriotiho Skenderbeua (Dekorata "Gjergj Kastrioti Skënderbeu")
- Vyznamenání Matky Terezy (Dekorata "Nënë Tereza")
- Zlaté vyznamenání orla (Dekorata e Artë e Shqiponjës)
- Vyznamenání "Pochodeň demokracie" (Dekorata "Pishtar i Demokracisë")

### Čestné tituly
- "Rytíř Řádu Skanderbega" (Titulli "Kalorës i Udhërit të Skënderbeut")
- "Rytíř Řádu praporu" (Titulli "Kalorës i urdhrit të flamurit")
- Titul "Velmistr" (Titulli "Mjeshtër i Madh")
- Titul "Naim Frashëri (Titulli "Naim Frashëri")
- Medaile za vojenské služby (Medalja "Për Shërbime Ushtarake")
- Medaile za zvláštní občanské zásluhy (Medalja "Për Merita të Veçanta Civile")
- Medaile Mučedník demokracie (Medalja "Martir i Demokracisë")
- Medaile vděčnosti (Medalja e Mirënjohjes)